# Batalla de Galveston
La primera Batalla de Galveston va ser una trobada naval realitzada el 4 d'octubre de 1862, durant els primers moments de la guerra en què la Unió intentava bloquejar el port de Galveston. La Segona Batalla de Galveston (usualment anomenada batalla de Galveston) va tenir lloc l'1 de gener de 1863, durant la Guerra Civil dels Estats Units, quan les forces Confederades, sota el comandament del major general John B. Magruder van atacar i van expulsar les tropes atacants de la Unió, des de la ciutat de Galveston (Texas).

## Batalla
Les forces de la Unió estaven constituïdes per tres companyies de 260 homes de Massachusetts i set vaixells de guerra situats a la badia de Galveston. Afrontant a un enemic fortificat, i amb suport del foc naval, els Confederats van forçar la retirada una hora després de l'atac inicial, a l'alba.
Les troneres Confederades Bayou City i Neptune van arribar poc temps després. Tot i que la Neptune va ser ràpidament inutilitzada, la Bayou City va aconseguir la captura de l'USS Harriet Lane.
Mentre passava això, el USS Westfield va embarrancar en un banc de sorra, i va ser incapaç d'alliberar-se. el Comandant de la guarnició Magruder va sol·licitar una treva de tres hores, però el comandant de Flota d'Unió William B. Renshaw, no va fer cas de l'oferta de negociació, intentat destruir l'embarrancat USS Westfield amb explosius, abans de deixar-lo caure en poder de mans enemigues Confederades.
Els explosius van ser detonats massa aviat i conseqüentment Renshaw i bastants soldats de la Unió van morir. Les tropes de la Unió a la costa van ser convençudes que els seus propis vaixells es rendien i, per tant, van rendir les seves armes. La resta de vaixells nord-americans no es van rendir i van tenir èxit en la retirada a territori controlat per la unió, la ciutat de Nova Orleans.

## Resultat
Victòria confederada. El bloqueig de la Unió al voltant de la ciutat de Galveston va ser aixecat temporalment durant quatre dies, i Galveston va romandre en mans Confederades durant la resta de la guerra.